# Monemvasia
Monemvasia  este un oraș în Grecia în Prefectura Laconia.

## Istorie
Monemvasia (Malvasia) a fost un avanpost bizantin care a rămas necucerit de otomani în 1460, a acceptat stăpânirea venețiană, până a fost cucerit de otomani în 1540.

## Personalități născute aici
- Lucas Notaras (1402 - 1453), ultimul mare duce al Imperiului Roman de Est;
- Giannis Ritsos (1909 - 1990), poet.